# Bofansen
Bofansen är en sjö i Smedjebackens kommun i Dalarna och ingår i Norrströms huvudavrinningsområde. Sjön har en area på 0,0668 kvadratkilometer och ligger 166,9 meter över havet. Sjön avvattnas av vattendraget Larsboån.

## Delavrinningsområde
Bofansen ingår i det delavrinningsområde (667450-149580) som SMHI kallar för Utloppet av Nässaren. Medelhöjden är 200 meter över havet och ytan är 21,64 kvadratkilometer. Det finns inga avrinningsområden uppströms utan avrinningsområdet är högsta punkten. Larsboån som avvattnar avrinningsområdet har biflödesordning 4, vilket innebär att vattnet flödar genom totalt 4 vattendrag innan det når havet efter 249 kilometer. Avrinningsområdet består mestadels av skog (82 procent). Avrinningsområdet har 2,6 kvadratkilometer vattenytor vilket ger det en sjöprocent på 6,8 procent.